# Хуан Пабло Родрігес
Хуан Пабло Родрігес Герреро (ісп. Juan Pablo Rodríguez Guerrero, нар. 7 серпня 1979, Сапопан) — мексиканський футболіст, півзахисник клубу «Сантос Лагуна».

## Клубна кар'єра
У дорослому футболі дебютував 1997 року виступами за команду клубу «Атлас», в якій провів шість сезонів, взявши участь у 164 матчах чемпіонату. Більшість часу, проведеного у складі «Атласа», був основним гравцем команди.
Своєю грою за цю команду привернув увагу представників тренерського штабу клубу «Естудіантес Текос», до складу якого приєднався 2003 року. Відіграв за команду із Сапопана наступні три сезони своєї ігрової кар'єри. Граючи у складі «Естудіантес Текос» також здебільшого виходив на поле в основному складі команди.
2006 року уклав контракт з клубом «Гвадалахара».
До складу клубу «Сантос Лагуна» приєднався 2007 року. Наразі встиг відіграти за команду з Торреона 57 матчів в національному чемпіонаті.

## Виступи за збірну
2000 року дебютував в офіційних матчах у складі національної збірної Мексики. Наразі провів у формі головної команди країни 48 матчів, забивши 3 голи.
У складі збірної здобув «срібло» на кубка Америки 2001 року у Колумбії.
Двічі грав на кубка конфедерацій: 2001 року в Японії і Південній Кореї та 2005 року у Німеччині.
Здобув титул континентального чемпіона 2003 року. Цей розіграш проходив у США та Мексиці.

## Титули і досягнення
- Срібний призер Кубка Америки: 2001
- Переможець Золотого кубка КОНКАКАФ: 2003